# 저우야페이
저우야페이(중국어: 周雅菲, 병음: Zhōu Yǎfēi, 1980년 7월 3일 ~ )는 중국의 여성 수영 선수이다. 2008년 올림픽에 출전하였다.